# 王溥 (河南行省平章)
王溥（?—?），江西安仁（今江西餘江錦江）人。明朝初期军事将领。

## 生平
其早年为陳友諒任为平章，守卫建昌。朱元璋帅军进攻而无法攻破，当时朱亮祖进攻安仁港也遭失利。当时陈友谅大将李明道进攻信州，王溥的亲弟也在军营中，一并被胡大海擒拿，于是归降李文忠。李文忠于是让两人劝降王溥，当时朱元璋攻下江州，陈友谅逃到武昌，王溥于是派人投降，被命仍然守卫建昌。次年，朱元璋到龍興，大赏王溥，并赐豪宅，命其街为“宰相街”以示恩宠。之后攻下撫州和江西等地，之后攻破武昌，晋升为中書右丞。洪武元年，兼任詹事府副詹事。后跟从徐达北伐，有功劳，赐文幣，升任河南行省平章。